# Жайворонок-серподзьоб

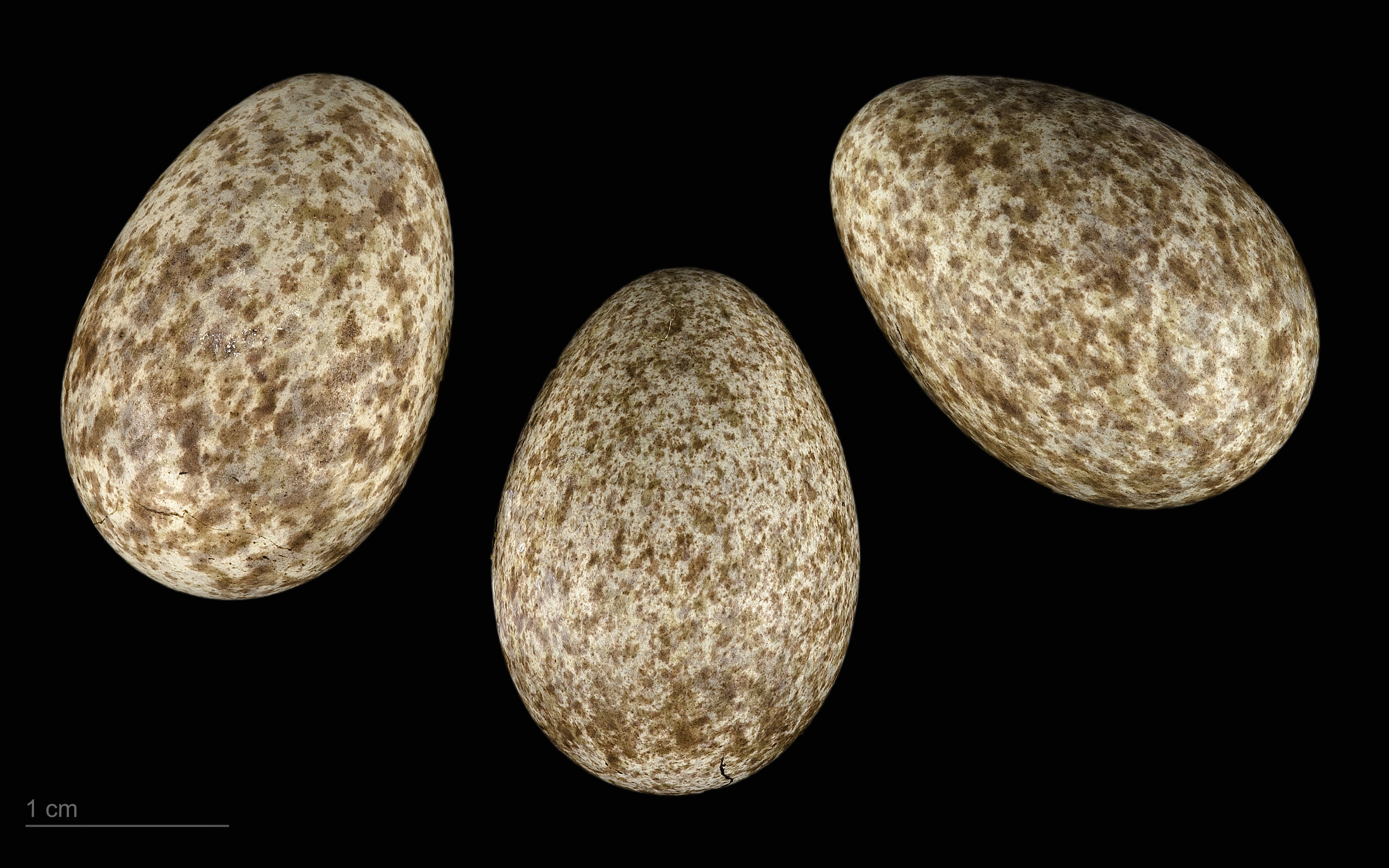
яйце Chersophilus duponti duponti - Тулузький музей

Жайворонок-серподзьоб (Chersophilus duponti) — вид горобцеподібних птахів родини жайворонкових (Fringillidae).

## Поширення
Вид поширений в Північній Африці (Єгипет, Туніс, Лівія, Марокко) та в Іспанії. Бродячі птахи спостерігалися у Франції, Італії, Греції, на Мальті та Кіпрі.

## Опис
Стрункий птах завдовжки 17-18 см, вагою 32-47 г, з довгими шиєю та ногами. Дзьоб тонкий та довгий, злегка зігнутий. Верхня частина тіла сіро-коричнева, горло та груди біло-коричневі, черево біле. Від дзьоба над оком проходить біла смуга.

## Спосіб життя
Птах живе у піщаних пустелях та степах з невисокою рослинністю. Живиться комахами та насінням. Гніздо облаштовує на землі біля основи чагарника. У гнізді 3-4 яйця. Інкубаційний період складає 12-13 днів. Доглядають за пташенятами і годують їх обоє батьків протягом 8 днів або довше.